# Katedra Matki Bożej Nieustającej Pomocy w Prizrenie
Katedra Matki Bożej Nieustającej Pomocy w Prizrenie (alb. Katedralja e Zonja jonë e Succour pandërprerë në Prizren) – rzymskokatolicka katedra w Prizrenie, w Kosowie.

## Historia
Katedra w Prizrenie została poświęcona w 1870 przez Dario Bucciarelliego, arcybiskupa Skopje. Jej wieża zegarowa została zbudowana przez Thomasa Glasnovica, albańskiego zakonnika i architekta z rodu Arbanasi. Wśród fresków katedry na uwagę zasługuje znajdujący się po północnej stronie świątyni fresk przedstawiający Skanderbega namalowany w 1883 przez Gjergja Panaritiego, albańskiego zakonnika i malarza z Korczy.
Do 2017 siedziba administratury apostolskiej Prizrenu.